# Lutz Urbach
Lutz Michael Urbach (* 3. Oktober 1966 in Köln) ist  ein deutscher Kommunalpolitiker (CDU). Er war von 2009 bis 2020 Bürgermeister von Bergisch Gladbach.

## Leben
Nach seinem Abitur am Heinrich-Heine-Gymnasium Köln studierte Lutz Urbach Kommunale Verwaltungswissenschaften. Nach seiner Staatsprüfung 1989 arbeitete Urbach in verschiedenen Aufgaben im Personalamt der Stadtverwaltung Köln. 1997 wurde er Assistent der CDU-Ratsfraktion und dabei zuständig für die Themen „Allgemeine Verwaltung und Rechtsfragen“, „Stadtentwicklung“, „Tiefbau und Verkehr“, „Wirtschaft“ und „Rechnungsprüfung“. Ab 1999 war Lutz Urbach Referent der Kölner Oberbürgermeister Harry Blum und Fritz Schramma. Von 2001 bis 2009 war der Diplom-Verwaltungswirt (FH) Beigeordneter und Kämmerer in Hennef. In seinem Verantwortungsbereich lagen unter anderem die Bereiche Wirtschaftsförderung, Immobilien, Tourismus, Stadtmarketing, Kinder, Jugend und Familie, das Abwasserwesen und die Gebäudewirtschaft. Seit 2001 war er ferner Geschäftsführer der Stadtwerke Hennef. Von 2003 bis 2008 leitete er ehrenamtlich als 1. Vorsitzender das Kur-Theater Hennef, ein unter Denkmalschutz stehendes Lichtspielhaus von 1938. Im Jahr 2008 hat er das Unternehmen Lutz Urbach Personalentwicklung gegründet. Nach Ablauf der ersten Amtszeit im März 2009 wurde die Beigeordnetenstelle Urbachs ersatzlos gestrichen.
Mit 18 Jahren trat Urbach der CDU bei. In Hennef war er sachkundiger Bürger in mehreren Ratsausschüssen und stellvertretender Geschäftsführer des CDU-Stadtverbandes. Außerdem war er einige Jahre Vorsitzender der CDA/CDU-Betriebsgruppe bei der Stadt Köln.
Zur Bürgermeisterwahl 2009 in Bergisch Gladbach trat er für die CDU und die FDP an. Er gewann die Wahl mit einer absoluten Mehrheit von 50,5 % der abgegebenen Stimmen. Bei der vorgezogenen Bürgermeisterwahl 2014 erreichte Urbach im ersten Wahlgang mit 50,73 % die absolute Mehrheit der abgegebenen Stimmen und wurde für weitere sechs Jahre im Amt bestätigt. Zu einer Wiederwahl 2020 trat er nicht mehr an. Sein Nachfolger als Bürgermeister wurde der SPD-Politiker Frank Stein. 
Seit Mai 2021 arbeitete Urbach als Leiter der Abteilung 3 (Regionale Entwicklung, Kommunalaufsicht, Wirtschaft) der Bezirksregierung Köln. Er bat im Herbst 2021 um die Aufhebung seines Beschäftigungsverhältnisses, da er aufgrund der seiner Ansicht nach mangelhaften Personalausstattung der Bezirksregierung nicht weiter als Abteilungsleiter die Verantwortung für die Arbeitsüberlastung seiner Mitarbeitenden und die damit verbundenen auch gesundheitlichen Folgen tragen könne.
Urbach ist Präsident des SV Bergisch Gladbach 09, Vorsitzender des DRK-Kreisverbandes Rheinisch-Bergischer Kreis e.V., Schatzmeister des Verschönerungsvereins Bergisch Gladbach und Mitglied im Vorstand der BONO-Direkthilfe Stiftung.